# Contagi (Star Trek: La nova generació)
"Contagi" (títol original en anglès "Contagion") és l'onzè episodi de la segona temporada de la sèrie de televisió de ciència-ficció estatunidenca Star Trek: La nova generació, i el 37è de tota la sèrie, que es va emetre originalment el 20 de març de 1989, en redifusió als Estats Units. Va ser escrit per Steve Gerber i Beth Woods i va ser dirigit per  Joseph L. Scanlan.
Ambientada al segle XXIV, la sèrie segueix les aventures de la tripulació de la nau de la Flota Estel·lar de la Federació Enterprise-D. En aquest episodi, Picard i companyia intenten protegir l'Enterprise d'un mal funcionament catastròfic i simultàniament desbloquejar els secrets de l'anteriorment poderós imperi Iconià mentre els guarden dels observadors romulans.

## Argument
L' Enterprise rep un senyal de socors de l'USS Yamato dins de la zona neutral romulana, i viatja per ajudar. Després que arribi l' Enterprise, el Yamato explota de sobte. Poc després, una Au de Guerra romulana, la Haakona, exigeix que l' Enerprise es retiri de la Zona Neutral. El capità Jean-Luc Picard respon que no marxaran fins que hagin determinat per què es va destruir el Yamato.
Picard revisa els registres del capità Varley del Yamato. Varley, un aficionat a l'arqueologia com Picard, creia que havia trobat el fabulós planeta d'Icònia dins de la Zona Neutral, i temia que els romulans poguessin estar intentant adquirir tecnologia avançada icònica per utilitzar-la contra la Federació. No obstant això, quan el "Yamato" es va apropar al planeta, va ser escanejat per una sonda i va començar a experimentar fallades del sistema. L' "Enterprise" comença a experimentar problemes similars. Picard encarrega l'Enterprise anar a Iconia per veure si s'hi pot trobar una solució.
Quan entren a l'òrbita del planeta, es llança una sonda des de la superfície. L'enginyer en cap La Forge dedueix que la sonda porta un virus informàtic que va provocar la destrucció del Yamato, i insisteix a destruir la sonda. Tanmateix, una part del virus emmagatzemat als registres del Yamato ha infectat l' Enterprise, amenaçant amb destruir-la en qüestió d'hores. Picard, el tinent comandant Data i el tinent Worf es transporten al planeta. Troben un portal de teleportació que permet viatjar instantàniament a una sèrie de destinacions, inclosos els ponts de l' Enterprise i del Haakona. Data s'infecta amb el virus, però conserva prou funció per indicar a Picard com destruir la base.
Mentrestant, el "Haakona" amenaça d'atacar l' "Enterprise", però aviat comença a patir fallades similars al sistema. Picard ordena a Worf que torni amb Data a l'Enterprise utilitzant la porta iconiana, mentre ell destrueix la base. Abans que l'estructura exploti, Picard utilitza la porta per saltar al pont del Haakona i descobreix que la seva nau està en una seqüència d'autodestrucció que no poden aturar.
A l' Enterprise, els sistemes de Data estan gairebé superats pel virus. El seu cos s'apaga automàticament com a mesura de protecció i després es reinicia, lliure del virus. La Forge suggereix un reinici en fred similar per eliminar el virus de l' Enterprise. Amb els transportadors en línia, Picard és expulsat de l'Haakona i Riker envia instruccions als romulans sobre com eliminar el virus. Els romulans reinicien amb èxit els seus ordinadors i ambdues naus abandonen pacíficament la Zona Neutral mentre la base iconiana es destrueix a la superfície del planeta.

## Repartiment i doblatge al català
La sèrie va ser doblada al català pels estudis Tramontana (primera part) i Soundtrack (segona part) i emesa a TV3 l’any 1991. Els dobladors de l'episodi foren:
| Personatge           | Actor/actriu     | Veu en català        |
| -------------------- | ---------------- | -------------------- |
| Jean-Luc Picard      | Patrick Stewart  | Joan Crosas          |
| William Riker        | Jonathan Frakes  | Antoni Forteza       |
| Data                 | Brent Spinner    | Joaquim Sota         |
| Geordi La Forge      | LeVar Burton     | Aleix Estadella      |
| Worf                 | Michael Dorn     | Enric Arquimbau      |
| Katherine Pulaski    | Diana Muldaur    | Núria Cugat          |
| Deanna Troi          | Marina Sirtis    | Victòria Pagès       |
| Wesley Crusher       | Will Wheaton     | Roger Pera           |
| Capità Ronald Varley | Thalmus Rasulala | Enric Serra Frediani |
| Comandant Taris      | Carolyn Seymour  | ?                    |
| Doctor               | Folkert Schmidt  | Joan Pera            |
| Miles O'Brien        | Colm Meaney      | Xavier Fernàndez     |

## Producció
Beth Woods era una tècnica informàtica a temps complet que treballava a l'oficina de l'equip de producció de Star Trek el 1989. Va escriure el guió de Contagi juntament amb el guionista i autor de còmics Steve Gerber.
El dissenyador gràfic de l'equip Michael Okuda va dir de la trama: "Vaig pensar que era emocionant, però el nivell de tecnologia informàtica no era tan avançat com ho serà realment en el futur. La idea d'una arma basada en la informació d'aquest tipus era bastant bona. Vaig pensar que l'ordinador estaria una mica més protegit del que semblava".
Andrew Probert va ser el dissenyador principal de l' Enterprise 1701-D i l'au de guerra romulana vist en aquest episodi. L'au de guerra romulana es va presentar prèviament a "La zona neutral"; el model va ser construït per Greg Jein.
Carolyn Seymour, que va interpretar a la comandant Taris, va interpretar dos altres papers convidats a Star Trek: La nova generació i el personatge d'holocoberta Mrs. Templeton en dos episodis de Star Trek: Voyager.

## Recepció
Keith R.A. DeCandido de Tor.com va puntuar l'episodi 4 sobre 10, qualificant-lo com un episodi mitjà i poc elaborat de Star Trek: La nova generació. En retrospectiva, també sembla frustrant que La Forge hagi trigat tant a adonar-se que les avaries de l'ordinador es podrien solucionar amb un simple reinici. James Hunt de Den of Geek va donar a l'episodi una ressenya negativa i va recomanar ometre'l. Zack Handlen de The A.V. Club va donar una B a l'episodi en la seva revisió.

## Continuïtat
Una porta d'entrada iconiana va ser fonamental per a la trama de "To the Death", un episodi de la quarta temporada de Star Trek: Deep Space Nine.